# Равашол
Франсоа Клодијус Кенигстајн (фр. François Claudius Koenigstein; Сан Шамон, 14. октобар 1859 — Монбризон, 11. јул 1892), познат као Равашол, био је француски радник и анархиста. Пошто је био крив за неколико злочина, убистава и атентата, гиљотиниран је 11. јула 1892 у Монтбризону.

## Живот
Франсоа Клодијус Кенигстајн рођен је 14. октобра 1859. у Сен Шамону, у Лоарском департману . Његова мајка, Мари Равашол, радила је као ткаља. У оно време је живела са његовим оцем, Жан-Адамом Кенигстајном кога су звали „Немац”, а био је пореклом из Холандије, који је у регион Форе био пристигао годину дана пре тога, 1858. године. Радио је као металург у ковачницама четврти Изје .
Сина су поверили дадиљи до 1862. године, када је Жан-Адам Кенигстајн признао очинство детета и оженио се његовом мајом. Затим је смештен у свратиште које се о њему старало до његове шесте или седме године. Његов отац је био насилан према супрузи и редовно је испитивао Равашола, не би ли пронашао неки изговор да туче и њега, али узалуд, тврдио је Равашол у својим Мемоарима  . Отац убрзо напушта заједнички дом како би се вратио у Низоземску, где је идуће године преминуо од болести.
Не могавши сама да се сама постара за потребе четворо деце, Мари Равашол била је приморана да проси за помоћ и да остави сина на једном сеоском имању. Од своје освме године, мукотрпно је радио како би опскрбио своју породицу. Био је повремен пастир, рудар, ужар, казанџија, пре него што је у шеснаестој години пронашао положај шегрта код бојаџије у Сен-Шамону.
Са 18 година, Равашол је почео да чита књигу Лутајући Јевреј (Le Juif errant) Ежена Сиа и почео се одвајати од верских идеја. Након предавања Поле Минк 3. децембра 1881. у Сен Шамону он их потпуно напушта. Присуствовао је конференцијама Леони Рузад и Шарла-Едме Шабера, занимао се за социјалистичку штампу, посебно преко листова Le Prolétariat  и Le Citoyen de Paris. Ушао је у кружок друштвених студија где је упознао Тусена Бордаа и Режиса Фореа, двојицу анархистичких активиста. Равашол је до тада колективиста, постаће анархиста након тих предавања.
Пошто су њега и брата избацили из куће Виндре, остао је сиромашан и без посла, па почео да се бави крађом пилића да би прехранио породицу. Око 1888. свирао је хармонику на баловима за пет франака по вечери  . Шверцује алкохол да би се изборио са периодима незапослености, затим израђује фалсификовани новац и од марта 1891. године, постаје провалник. Годие 1890. на кратко је ухапшен због крађе и услед тога усликан у затвору у Сент-Етјену.
У ноћи између 14. и 15. маја 1891 у Терноару је оскрнавио гроб баронице од Роштајеа са циљем да са леша узме накит. Међутим, не налази ниједан комад накита, пошто је био лоше обавештен.
Осамнаестог јуна 1891. у Шамблу је убио и опљачкао Жака Бринела, пустињака од 93 године, који је живео од донација оближњих становника већ педесетак година.. Без средстава, али не и без среће, старац је те дарове сакупљао док је живео у изузетном сиромаштву. Злочин је откривен 21. јуна око подне. Полиција је убрзо открила убицу, па је 27. јуна поставила замку за Равашола. Када су га комесар Тешне и пет инспектора ухапсили, успео је да умакне када му је нека пијаница приредила прилику за бекство.
Активно тражен од полиције, лажирао је сопствено самоубиство 13. јула, потом отишао у Барселону да види Пола Бернара, анархисту кога је суд упркос његовом одсуству осудио на две и три године затвора због подстицања на убиство, пљачку и подметање пожара. У Барселони, Равашол се са партнерима бавио производњом експлозива, пре него што се вратио у Париз августа 1891. године под именом Леон Леже.
Потом је нашао уточиште код Шоментена, у броју 12 на тргу Тиер у Сен-Денију, који га је увео у Синдикалну комору радника.  Породица Шоментен га воли. Учи њихову ћерку да чита, која га зове "рођак Леон ".

### Процес у Клишију
Равашол је покретач два напада на магистрате који су умешани у Клишки процес. Првог маја 1891, на дан пуцњаве у Фурмију (када су власти пуцале на демонстранте који су захтевали осмочасовни радни дан), тридесетак демонстраната импровизовало је параду која је ишла од Левалоа-Переа до Клишија са црвеном заставом на челу. Нешто пре три сата, када је застава већ смотана и демонстранти почели да се разилазе, комесар Лабусјер издаје наређење да се застава заплени. Уследили су пуцњи и неколико полицајаца је претрпело лакше повреде. Тројица анархиста су одмах ухапшени, међу којима је и Луј Левеје, који је и сам рањен метком. Чим су стигли у станицу, тешко су их претукли, што је анархисте побунило. Током њиховог суђења, 28. августа исте године, јавни правобранилац Било затражио је смртну казну против једног од оптужених. Пресуда је строга : Анри Луј Декан осуђен је на пет година затвора, Шарл Огист Дардар на три године, Луј Левеје је ослобођен  ,  .
Испрва засењена пуцњавом у Фурмију, ову аферу су са већим интересовањем пратиле анархистичке новине. La Révolte истиче примерно понашање Анрија Луја Декана током суђења, као и насиље које су претрпели његови сапутници. Себастијан Фауре објављује брошуру о правним расправама под насловом „Анархиста на суду асиза”(L'anarchiste en cour d'assises).
Равашол упознаје Огиста Вијара и двојицу његових ортака који му говоре о процесу у Клишију. Револтирани полицијском бруталношћу и осудама које су судије у Клишију изнеле, Равашол, Шарл Ашил Симон звани Бисквит, Шарл Фердинанд Шоментен звани Шоментен, Жозеф Маријус Беала звани Жаз-Беала или Жозеф Маријус и његова девојка Розали Маријет Субер звана Маријет Субер, одлучили су да пређу с речи на дела и организују неколико атентата.

### Крађа у Соазију
У ноћи између 14. и 15. фебруара 1892, 360 штапова динамита, 3 килограма барута, 100 метра фитиља и 1400 каписли украдено је из  каменолома у Соазију на Сени. Истрага, поверена тужилаштву у Корбеју, брзо се усмерила ка паришким анархистичким круговима. Полиција сумња да неко планира напад на амбасаду Шпаније и током првомајског протеста . Дана 23. фебруара, полиција је претресла домове многих анархистичких активиста, укључујући Жана Грава, уредника листа Le Révolté, Констана Мартена и Емила Пужеа. Ови први претреси нису уродили плодом, осим у дому Беноа Шалбреа и Бордијеа, где су откривени штапови динамита украдени у Соазију на Сени. Према полицијском доушнику Жакоу, полицајац треће бригаде звани Ло је по наређењу официра Федеа блиском пријатељу Равашола објаснио како да дође до динамита . Знамо да је полицијска префектура, са циљем да нашкоди анархистичкој пропаганди, организовала први анархистички напад 16. јуна 1881. на кип Адолфа Тиера у Сен Жермену  и да је делове бомбе коју је Огист Вејан бацио на посланички дом 9. децембра 1893, без његовог знања, обезбедила полиција. .

### Напади

#### Напад на Булевару Сен Жермен
Њихова мета је најпре била полицијска станица у Клишију коју су планирали да разнесу 7. марта 1892. помоћу тегле напуњене сачмом и педесетак штапова динамита. Суочени са потешкоћама у приступу, група одустаје и одлучује да промени своју мету, те почиње да циља саветника Едмона Беноаа, који је током процеса у Клишију био председник суда. Да би пронашао адресу саветника, Равашол једноставно користи именик. Шарл Симон одлази да извиди место, зграду која се налази на броју 136 на булевару Сен Жермен у Паризу, али није успео да пронађе на ком спрату овај живи. Вратар, Огистен Пино је одбио да Симону ода информације.
Дана 11. марта, око 18 часова, група креће у акцију. Шарл Шомантен је са њима ишао све до трамваја, где су му захвалили и замолили да их напусти, зато што „мора да мисли на породицу”. Како би се провукли поред радника пореске службе (octroi), Маријет Субер је сакрила теглу испод сукње. Када су се провукли, напустила је своје партнере и вратила се кући. Када су дошли до позоришта Буф ди Нор, Равашол је Шарлу Симону и Жозефу Беали рекао да су слободни, па су се њих двојица вратили до Сен Денија. Наоружан са два пиштоља, Равашол улази у зграду и поставља бомбу на првом спрату. Он пали фитиљ, силази доле, а бомба експлодира у самом тренутку када Равашол стиже до тротоара. „Мислио сам да ће се кућа срушити на мене!”, изјавио је Равашол касније на суђењу. Једна особа је повређена. На четвртом спрату, саветник Беноа је неозлеђен. Материјална штета процењена је на 40.000 ондашњих франака. За анархистички лист La Révolte, тај атентат „је помало осветлао образ динамиту који су пређашњи покушаји били оцрнили.”
Дана 13. марта , Равашол и његови партнери планирају нови напад, овај пут на јавног правобраниоца Билоа. Равашол и Шарл Симон били су одговорни за припрему нове бомбе, која се састојала од 120 штапова динамита.
Дана 15. марта, бомба експлодира у касарни Лобо у Паризу. Иако тај напад, који је организовао Теодил Меније, није повезан са Равашолом, полиција је свеједно била нервозна. Она даје Равашолов опис новинама и наглашава да има ожиљак на левој руци:

„
| „ | Висине 1 m 66, распон руку 1 m 78, мршав, коса и обрве тамносмеђе боје, тамносмеђа брада, жућкасте пути, доста дугачког носа, вижљастог стаса, истакнутог и великог чела, болежљивог изгледа. Упадљиве одлике : округли ожиљак на левој руци под кажипрстом, близу палца; два младежа на телу, један на левој страни груди, један под левим раменом. | ” |

— Равашолов опис који је ширила полиција,
Жан Метрон, Le Mouvement anarchiste en Francе, 1951.
Након што их је анонимна доушница одала пет дана после првог напада, С.д'А. звана „Х2”, плаћена 800 франака, Шарл Симон и Шарл Шоментен су приведени 17. марта. Равашол је успео да побегне од полиције и пристигао је у Сен Манде где је нашао собу. Обријао се и одлучио да ипак настави са нападом на Билоа. Шарл Шоментен је помогао да се изради портрет Леона Лежеа који је помогао да схвате, захваљујући „форензичкој антропометрији” (бертијонажи), тј. слици из затвора Сент Етјен од пре две године, да се ради о Равашолу.

#### Напад на улицу де Клиши
Дана 27. марта у 6ч и 20, Равашол се укрцава на омнибус којим доспева у улицу де Клиши око осам сати. Бомбу поставља на број 39 у тој улици, на други спрат,где обитава Било. Удаљио се на око педесет метара када је бомба експлодирала. Седам особа је повређено, зграда је разорена. Штета је процењена на 120.000 франака.
Након напада, Равашол омнибусом који је саобраћао на линији Батињол-Жарден де плант како би осмотрио штету коју је изазвала експлозија. Али јавни превоз је спречен да следи своју уобичајену линију, те Равашол није могао ништа да види. Око 11 часова, зауставља се у ресторану Вери, на броју 24 у булевару де Мажента и упознаје Жила Лероа, конобара и шурака власника локала. Жил Леро је изрекао неколико критика на рачун војног рока и Равашол је то искористио како би му представио анархистичка и антимилитаристичка теоријска дела. Он му такође прича о експлозији која се малочас десила. Иако га је овај сумњиви човек заинтригирао, Жил Леро свеједно допушта Равашолу да оде.

### Хапшење
Тридесетог марта 1892, Равашол се враћа у ресторан Вери . Узнемирен коментарима од неколико дана раније и препознавши у њему кривца за нападе који су новине описале, Жил Леро је узбунио полицију . Равашола са потешкоћама хапсе комесар Дреш и десетак полицајаца.
Дана 25. априла , дан пре суђења, експлодира бомба скривена у ресторану Вери, усмртивши газду и муштерију. « Вери-фикација», Пише Емил Пуже у листу Le Père Peinard. Сам Жил Леро је неозлеђен. Прима 100 франака које су нудиле новине Le Matin  и 300 франака на износ претплате коју је покренуо лист Le Matin  у корист жртава напада. Потом је из Француске отишао у иностранство како би избегао анархистичке одмазде. По повратку, пријавио се за посао у полицији, који је и добио.

### Суђења

#### Суђење пред судом асиза у Сенском департману
Са суђењем се не одуговлачи. Равашол и његови партнери заједно су се појавили 26. априла пред Судом асиза Сенског департмана. Зграда суда је под строгом стражом како би се спречио било какав анархистички напад.Le Petit Journal. Да би се у њу ушло, мора се показати пропусница. У 11 часова, осумњичени су се појавили пред судом. Државу је представљао јавни тужилац Кесне де Борепер, а одбрану господин Лагас. Дебате су се одвијале мирно. Равашол покушава да умањи кривицу својих партнера и да на себе преузме одговорност за нападе. Он објашњава да је те чинове извршио како би осветио Дардара и Декана које су осудили након првомајских демонстрација 1891. и који су били жртве полицијске бруталности. Пошто су га Шарл Шоментен и његови партнери представили као некога благе нарави кога су сви волели, Равашол се чини као некакав анархистички праведник, неко ко саосећа са потлаченима, али је немилосрдан према онима које сматра одговорним за њихову беду. Пресуда је неочекивана. Шарл Симон и Равашол су осуђени на доживотан физички рад, остала тројица су ослобођена оптужби. Поротници су страховали од одмазде те су пристали на „изненађујуће олакшавајуће околности”.
Након што га је одала једна стална муштерија, анархисти су Шарла Шоментена строго осудили, међутим они у оно време нису били свесни да је постојала доушница „Х2”. У броју 47. листа Le Libertaire (3-9 октобар 1896) Себастијен Форе строго осуђује« цинкароша, издајицу, онога што је, у тој афери, заслужио презир свих оних што имају срце, јер је своју слободу купио по цену најподлијег чина који човек може извршити.» Приликом Шоментеновог признања, полиција је већ знала целу причу. Када је историчар Жан Метрон изучио архив полицијске префектуре, изјавио је да га досије « барем мало » рехабилитује.
Осуђен на физички рад заједно са Равашолом, Шарл Симон умире у затвору, приликом побуне затвореника на Острвима Спаса (Француска Гвајана). У септембру 1894, надзорник под именом Москар смртно је ранио Франсоа Бријена. Пре него што је умро, изговорио је последње речи: „умирем за анархију, анархисти ће ме осветити.” Двадесет првог октобра, Москара је на смрт избоден ножем 19 пута, заједно са још једним колегом и двојицом редара. Побуна се наставила, узбуна је убрзо наступила. Приликом њеног гушења, страдало је једанаест затвореника, међу којима и познати анархисти попут Жила Леотијеа, Едуара Марпоа, Пјера Мејруа, Беноа Шевнеа, итд.
Двадесет трећег октобра, Килмери, кога су пре два месеца осудили због злочина, је погубљен. Са једног дрвета, Шарл Симон, затвореник број 26507, види како Килмаријева глава упада у џелатову корпу и кличе „Живела анархија!” Један војник му виче „Хоћеш да пуцам нагоре или надоле?” „Живела анархија!" био је затвореников последњи одговор. Војник је опалио, Шарл Симон звани „Бисквит", звани такође „Равашол II", срушио се, смртно рањен.

#### Процес на Лоарском суду.
Друго суђење било је 21. јуна у Монбризону пред департманским судом асиза. Равашол је био оптужен за више злочина и прекршаја које је починио чак пре свих својих атентата. Он је признао скрнављење гроба и убиство пустињака у Шамблу, али жустро је порицао да је одговоран за убиства у Ла Варизелу и у Сент Етјену. Његова оптужба за двоструко убиство у Сент Етјену почивала је углавном на изјавама Шарла Шоментена 27. марта: „... Беала ми је рекао да је Равашол (док се крио у Сент Етјену након што је убио пустињака у Шамблу) убио две уседелице које су држале гвожђару у Сент Етјену, а да на њега уопште нису ни сумњали за тај злочин.”
У своју одбрану, Равашол наводи да је убијао како би задовољио своје личне потребе и подржао анархистички циљ. Председник оповргава ову тезу. За њега је Равашол убијао да би од злочина живео и „водио миран живот, притом не радећи ништа". Његов циљ је очајан, само га брат и сестра подржавају тврдећи да им је у детињству био попут оца.
Равашол је осуђен на смрт. Пресуду поздравља повиком „Живела анархија!" Председник суда одбија му право да прочита последњу изјаву, већ је даје његовом адвокату, госн Лагасу :
| „ | Желим да поротници који су, осуђујући ме на смрт, управо бацили у очај оне који су према мени гајили наклоност, носе на савести сећање на своју пресуду са оном лакоћом и храброшћу са којом ћу ја понети своју главу под оштрицу гиљотине. | ” |

— Франсоа Кенигстајн звани „Равашол”, Le Révolté, бр. 1-7 јул 1892.

### Погубљење
Равашол је погубљен 11. јула 1892. у Монбрисону од стране џелата Луја Деблера. Одбија помоћ капелана и пева револуционарску песму Чика Дишен (Le père Duchesne) на путу до гиљотине. Његове последње речи су „ Живела ре...” у тренутку кад је сечиво пало. Делимично шифровани телеграм који говори о погубљењу наводи их као „ Живела Република!” Рекло би се да је историчар Жан Метрон у праву када каже како су му последње речи биле “Живела револуција!" или "Живела социјална револуција!” Као и многим анархистима пре и после њега.

## Мит и наслеђе
Пре него што је постао један од симбола очајничке побуне, Равашол је био на гласу као цинкарош и агент провокатор од свог невероватног бекства јуна 1891. године. Тада му анархистичке новине нису биле баш наклоњене. Јануара 1892. године, лист La Révolte  недвосмислено коментарише суђење Равашоловим саучесницима: „... Јавно мњење је толико уверено да га је полиција пустила да побегне, да се публика смеје чим се то помене  ... ".
Дан након погубљења, Равашил је постао мит за многу сабраћу и биће предмет „истинског култа личности”  . Хваљен због прибраности током вршења атентата, због своје неумољиве логике и храбрости коју је показао испред гиљотине, посвећиване су му песме, попут Равашоле (<i>La Ravachole</i>), у мелодији Кармањоле (La Carmagnole) и Биће боље (Ça ira) или О Равашолу (De Ravachol(, коју је отпевао Рено 1974. У Похвали Равашолу, писац Пол Адам чини га свецем, „Реноватор обичаја суштинске жртве  ”. Као што примећује криминолог Чезаре Ломброзо, „ француским револуционарима, упркос њиховом интернационализму, био је потребан национални мученик, погубљен гиљотином  “.
Деветог децембра 1893, Огист Вејан баца бомбу у Париз, у Посланичку комору, како би осветио Равашола. А 24. јуна 1894, Санте Ђеронимо Касерио на смрт избада председника републике Садија Карноа у Лиону; следећег дана његова удовица добија фотографију Равашола и ове речи : „Сада је освећен”.
Његова слава премашила је границе Француске и дала је заједничку именицу у валонском језику ravachol(e) која у мушком роду означава препирљивог мушкарца  или непослушно дете. Код жена, означава ситуацију у карташкој игри вист када ниједан играч није победио, па победници 7 и последњег дељења губе  . У гомском лоренском наречју, такође означава каквог Дон Жуана, или штету коју су направили људи или животиње  . Али нека од ових значења можда чак претходе самом Равашолу, пошто је његов надимак сам заснован на речи изведеној из старофранцуског „ravagier” – пустошити. .
Априла 1975, половина његове главе сачуване у формалину на Париском медицинском факултету украдена је и пронађена у подножју Пантеона  . Жан-Кристор Руфен потврђује да је са пријатељем, са којим је онда стажирао на медицинском факултету, украо половину Равашолове главе, а затим је поставио пред Пантеоном  .

У својој песми Salut à toi, Беририје Ноар га помиње речима :
| „ | Salut à toi l'Espagnol, Salut à toi le Ravachol ! (Поздрав, Шпанче! Поздрав, Равашоле!) | ” |

Равашол је такође инспирација за лик Клода Раваша, француског анархиста, кога је Тијери Невик глумио 2011. године у филму Шерлок Холмс : Игра сенки који је режирао Гај Ричи.
„Равашол” је такође шаљиви надимак који су становници Сен Мориса наденули доктору Парпалеу у комаду Knock, који је написао Жил Ромен.
У стрипу Тинтин, „Равашол”, понекад у множини, једна је од псовки Капетана Хадока.
У француској комедији La Vengeance du serpent à plume( Жерар Ури, 1984), мала терористичка и анархистичка група назвала се „Равашол- Кропоткине “.